# The Merry Pranksters

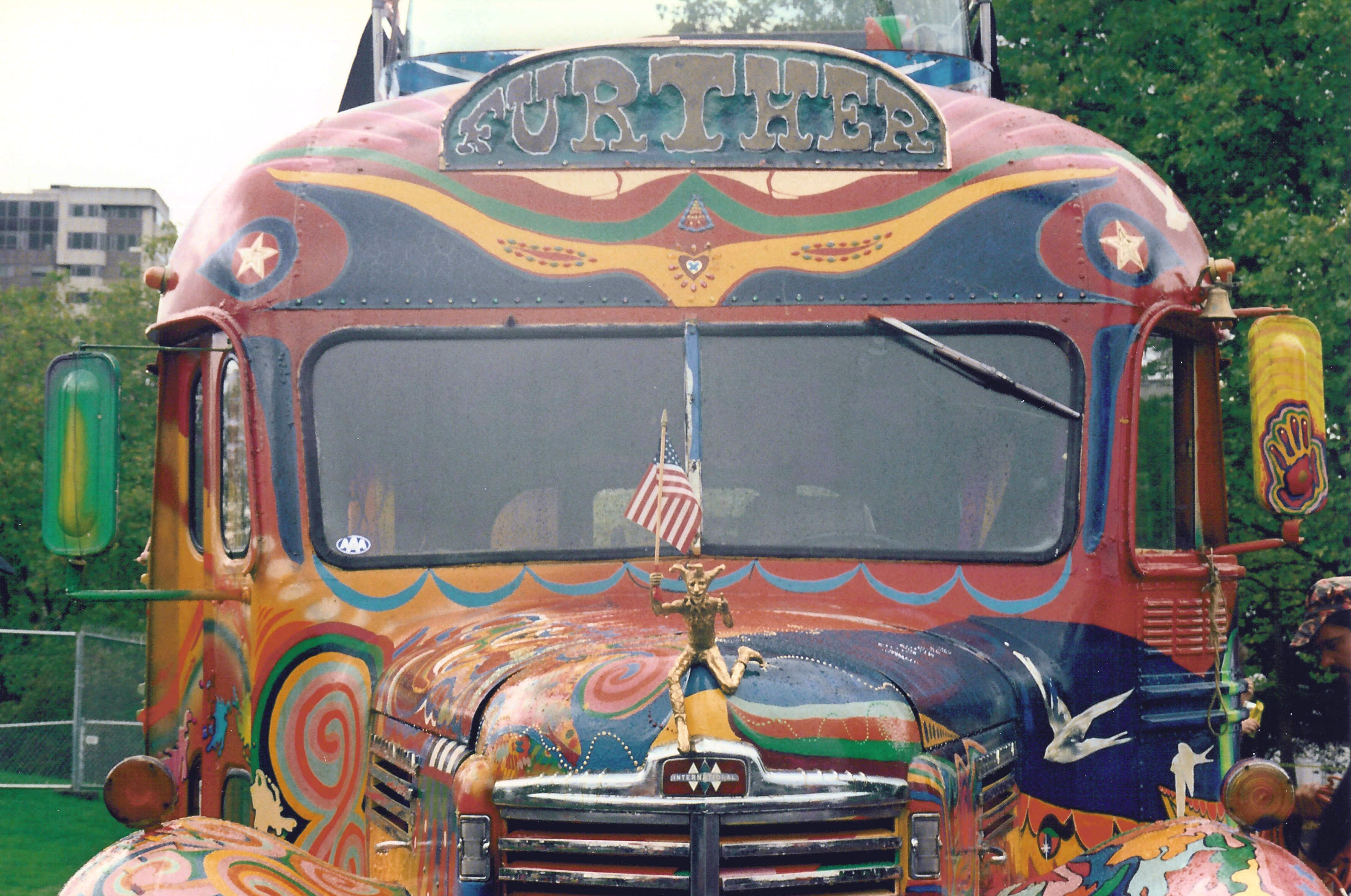
Frontansicht von Further

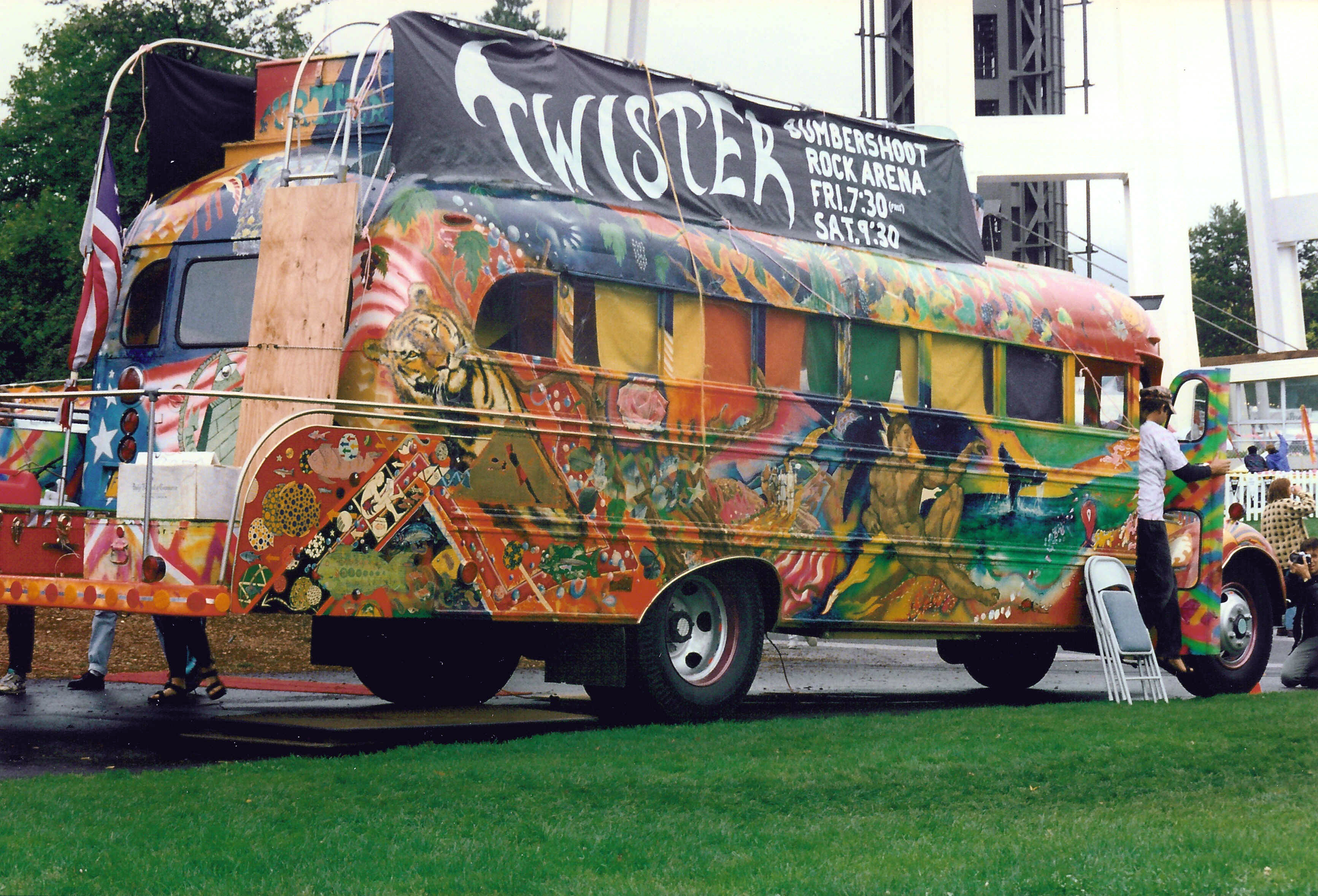
Rückansicht des Busses

Unter dem Namen The Merry Pranksters tat sich Anfang der 1960er Jahre eine Gruppe kalifornischer Künstler, Desperados und LSD-Befürworter zusammen, um mit einem bunt angemalten Schulbus, einem so genannten Art Car namens „Furthur“ (später „Further“), durch die USA zu fahren und LSD-Happenings zu veranstalten. Bei den so genannten Acid-Tests wurde die interessierte Öffentlichkeit eingeladen, die bewusstseinserweiternden und als fortschrittlich beschriebenen Wirkungen der damals noch legalen Droge auszuprobieren.
Prank ist ein englisches Wort, das so viel bedeutet wie Schelmerei oder Streich. Ein prankster ist ein Mensch, der viele raue Scherze, die durchaus tiefsinnig sein können, treibt. Der Begründer der pranksters war Ken Kesey, der Autor des Buches Einer flog über das Kuckucksnest. Als Begleitband zu den Acid-Tests wählten die Merry Pranksters die Band Grateful Dead aus.
Bekanntere Mitglieder waren Keseys Freunde Ken Babbs und Neal Cassady, Carolyn Adams (auch bekannt als Mountain Girl, die spätere Ehefrau von Jerry García), Wavy Gravy, Paul Krassner, Stewart Brand, Del Close, Paul Foster, George Walker, Sandy Lehmann-Haupt.
Mitglieder der Gruppe lebten in einer Kommune auf der Hog Farm.
Der Schriftsteller Tom Wolfe begleitete teilweise die Reisen der Merry Pranksters und beschrieb die Erfahrungen in seinem Buch The Electric Kool-Aid Acid Test (dt. Unter Strom).
Der bunt bemalte Bus fand im Lied Kid Charlemagne der Band Steely Dan Erwähnung.